# Fabio Chinello
Fabio Chinello (Pàdua, 2 de febrer de 1989) és un ciclista italià, que fou professional del 2014 al 2016.

## Palmarès
- 2013
  - 1r al Memorial Polese
  - 1r al Gran Premi De Nardi
  - 1r a l'Astico-Brenta